# 野生型

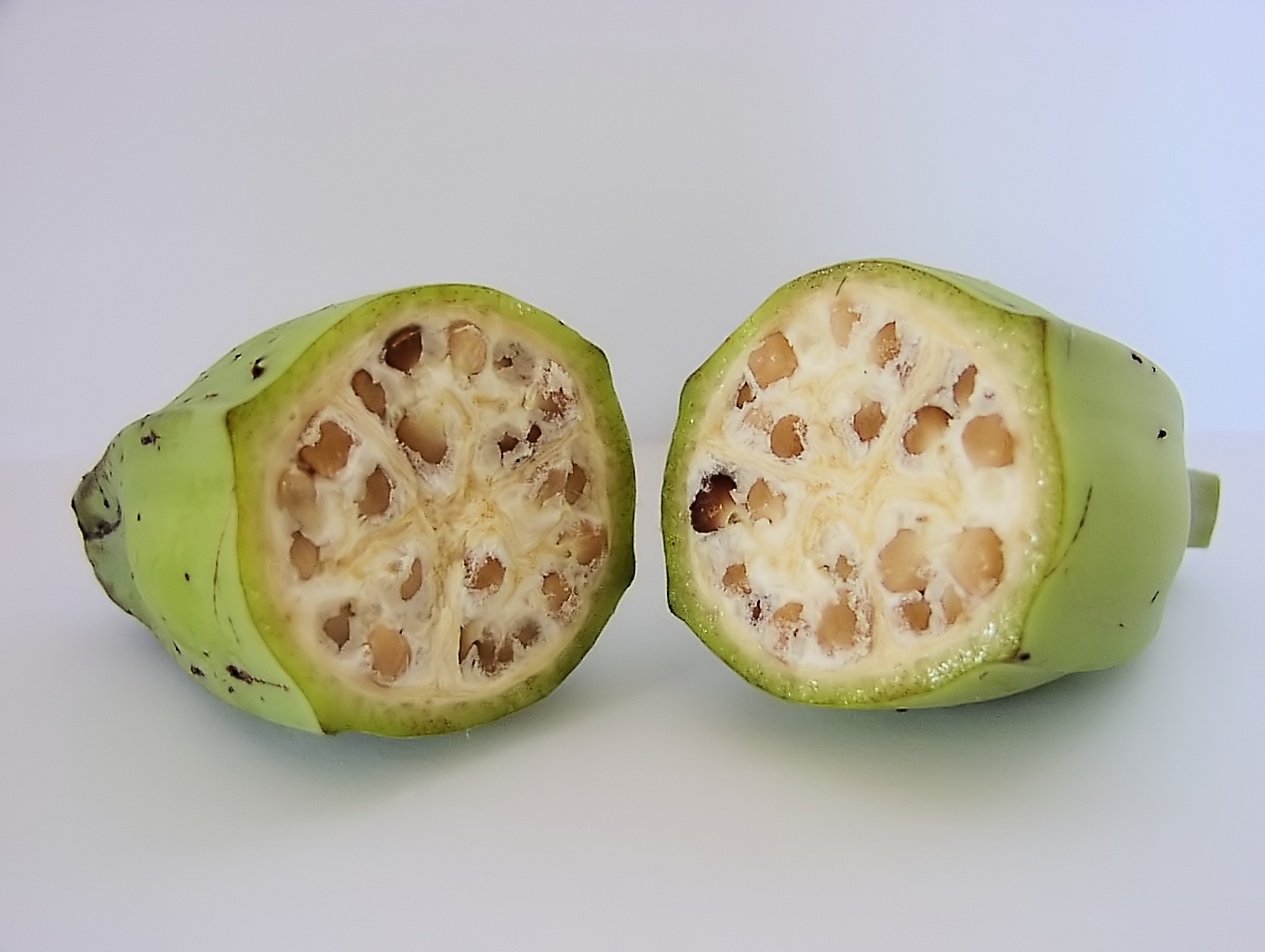
食用のバナナとは異なり、野生型バナナには大きくて硬い種子が多数ある。

野生型（やせいがた、英：Wild_type）とは、自然界に存在するある種の典型的な表現型のことである。

## 解説
もともと野生型は、ある遺伝子座における標準的な「正常」対立遺伝子の産物として概念化され、標準的でない「突然変異」対立遺伝子の産物とは対照的である。 「突然変異」対立遺伝子は非常に多様であり、集団内で遺伝的転換が起これば野生型になることさえある。
遺伝子マッピング技術の継続的な進歩により、突然変異がどのように発生し、他の遺伝子と相互作用して表現型を変化させるかについての理解が深まった。現在では、ほとんどの遺伝子座、あるいはすべての遺伝子座が、種の地理的範囲を通じて頻度が異なる様々な対立遺伝子の形で存在し、一様な野生型は存在しないことが理解されている。しかし一般的には、最も一般的な対立遺伝子、すなわち遺伝子頻度が最も高いものが野生型とみなされる。
野生型という概念は、キイロショウジョウバエのような、目の色や翅の形のような特徴の標準的な表現型が、「白い目」や「退化した翅」のような特徴的な表現型を生み出す特定の突然変異によって変化することが知られている実験生物において有用である。 野生型の対立遺伝子は「+」の上付き文字で示され、例えば赤目はw+、翅はvg+である。 これらの形質の背後にある遺伝子を操作することで、生物がどのように形成され、集団内で形質がどのように変異するのかについての現在の理解が得られた。 野生型の対立遺伝子を操作する研究は、病気との闘いや商業的な食糧生産など、多くの分野で応用されている。

## 医療用途
野生型と "変異型 "の表現型の遺伝子配列と、これらの遺伝子が発現においてどのように相互作用するかは、多くの研究の対象である。 このようなプロセスをよりよく理解することで、ヘルペスウイルスの感染など、現在では不治の病となっている病気を予防したり治療したりする方法がもたらされることが期待されている。これらの分野における有望な研究の一例として、野生型変異とある種の肺がんとの関連を調べた研究がある。新しいワクチンを開発するために、ウイルスの特定の野生型形質を操作する研究も行われている。この研究は、エボラウイルスやHIVのような致命的なウイルスと闘う新しい方法につながるかもしれない。野生型の突然変異を利用した研究は、ヒトに感染する可能性のある有害なウイルスを特定するために、ウイルスが種間でどのように移行するかを確立するためにも行われている。

## 商業用途
最も有益な形質を強化するための選択的育種は、農業が成り立っている構造であり、これによって作物植物や動物をより大きく、より病気に強くするための進化プロセスが促進された。遺伝子操作はさらに進んだ。植物の遺伝子組換えは、作物の生産量を増大させるだけでなく、より栄養価の高い製品をもたらし、孤立した集団が、そうでなければ手に入れることのできなかった重要なビタミンやミネラルを摂取できるようにする。 また、こうした野生型の突然変異を利用することで、極度に乾燥した環境でも生育可能な植物が誕生し、これまで以上に多くの惑星が居住可能になった。これらの遺伝子についてより多くのことが解明されるにつれ、農業はより効率的なプロセスとなり、増え続ける人口を維持するために頼りにされ続けるだろう。有利な遺伝子を増幅することで、集団の中で最も優れた形質が通常よりもはるかに高い割合で存在するようになるが、このやり方は倫理的な議論の対象にもなっている。 このような変化は、ある種の動植物が祖先の系統と比較してほとんど見分けがつかなくなる原因にもなっている。

## 参照
- 遺伝子型
- 表現型
- 突然変異
- 作物野生近縁種（英語版）